# Weinbau in Polen

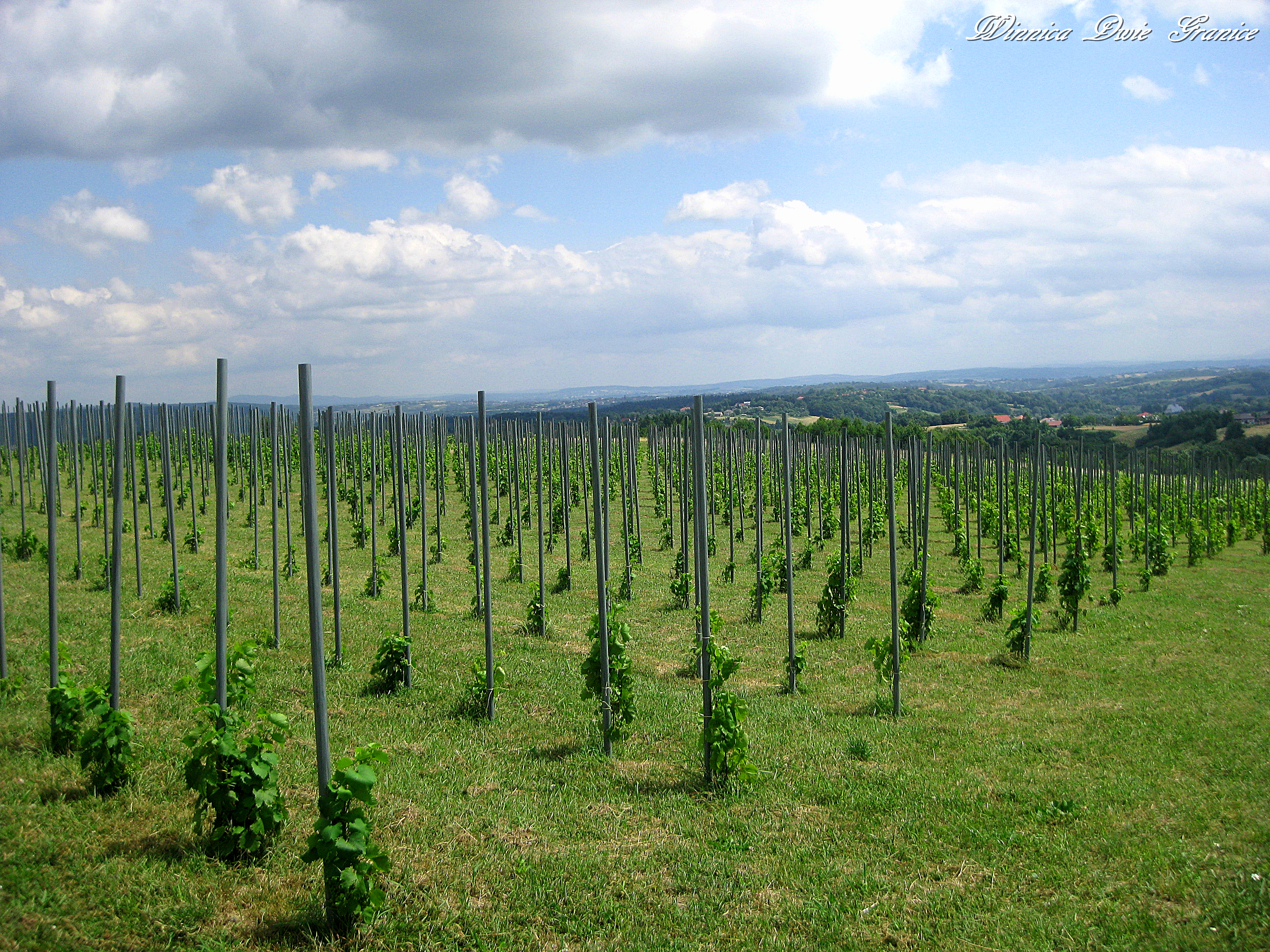
Weinberg in Karpatenvorland 2015

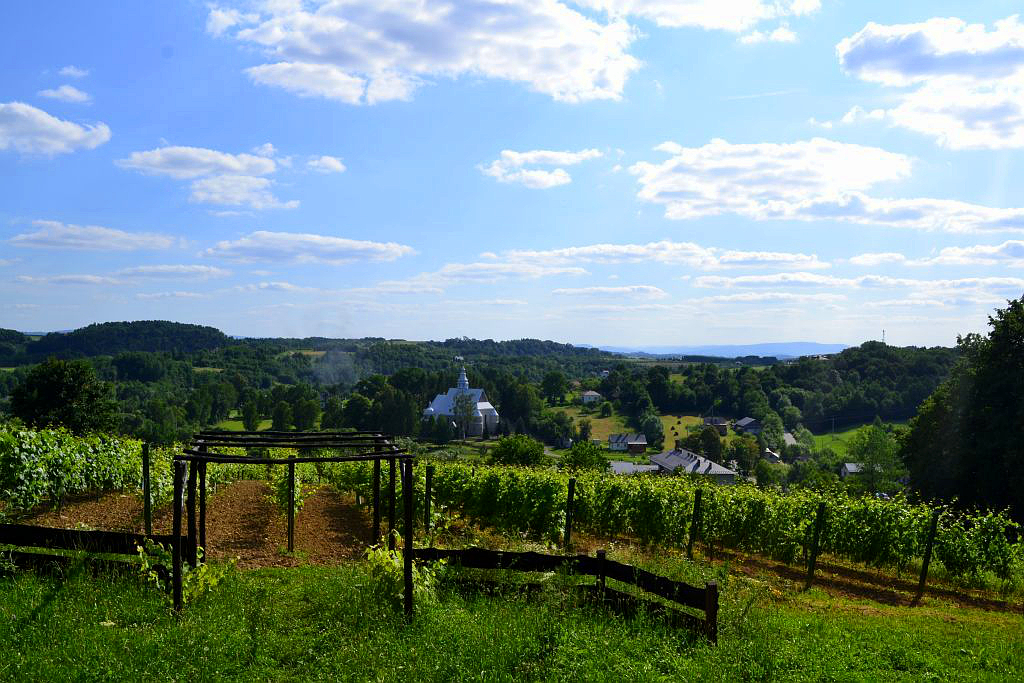
Weinberg in Karpatenvorland 2013

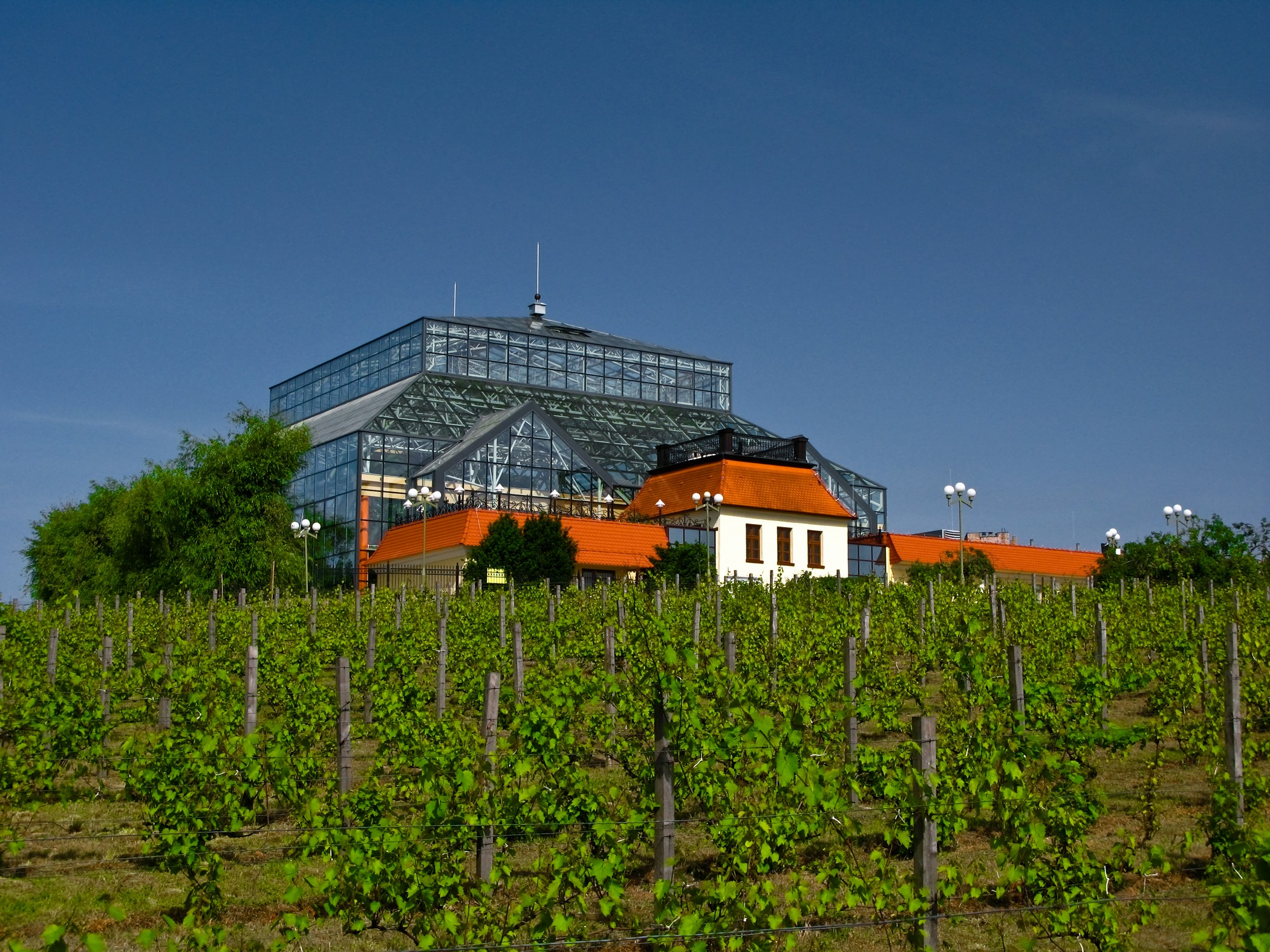
Weinberg in Zielona Góra 2008

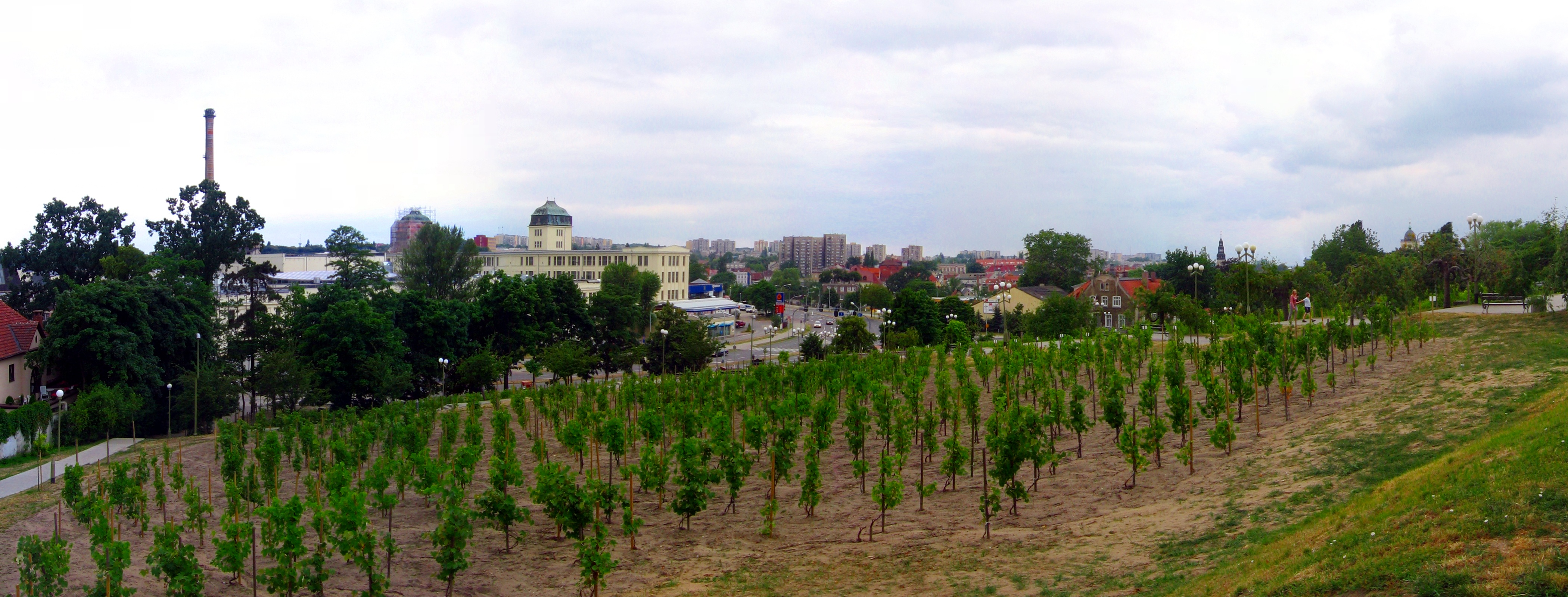
Weinberg in Zielona Góra 2008

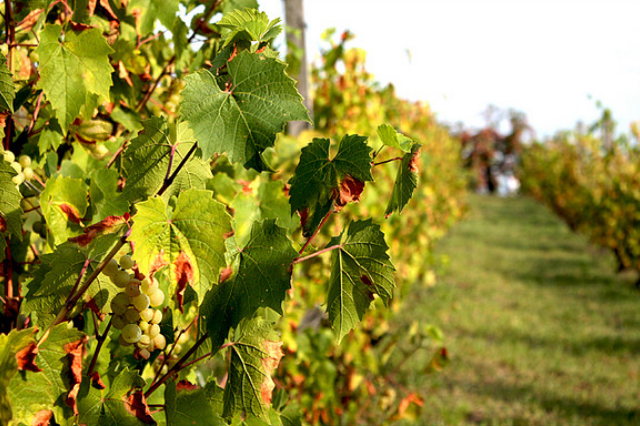
Reben bei Zielona Góra 2011

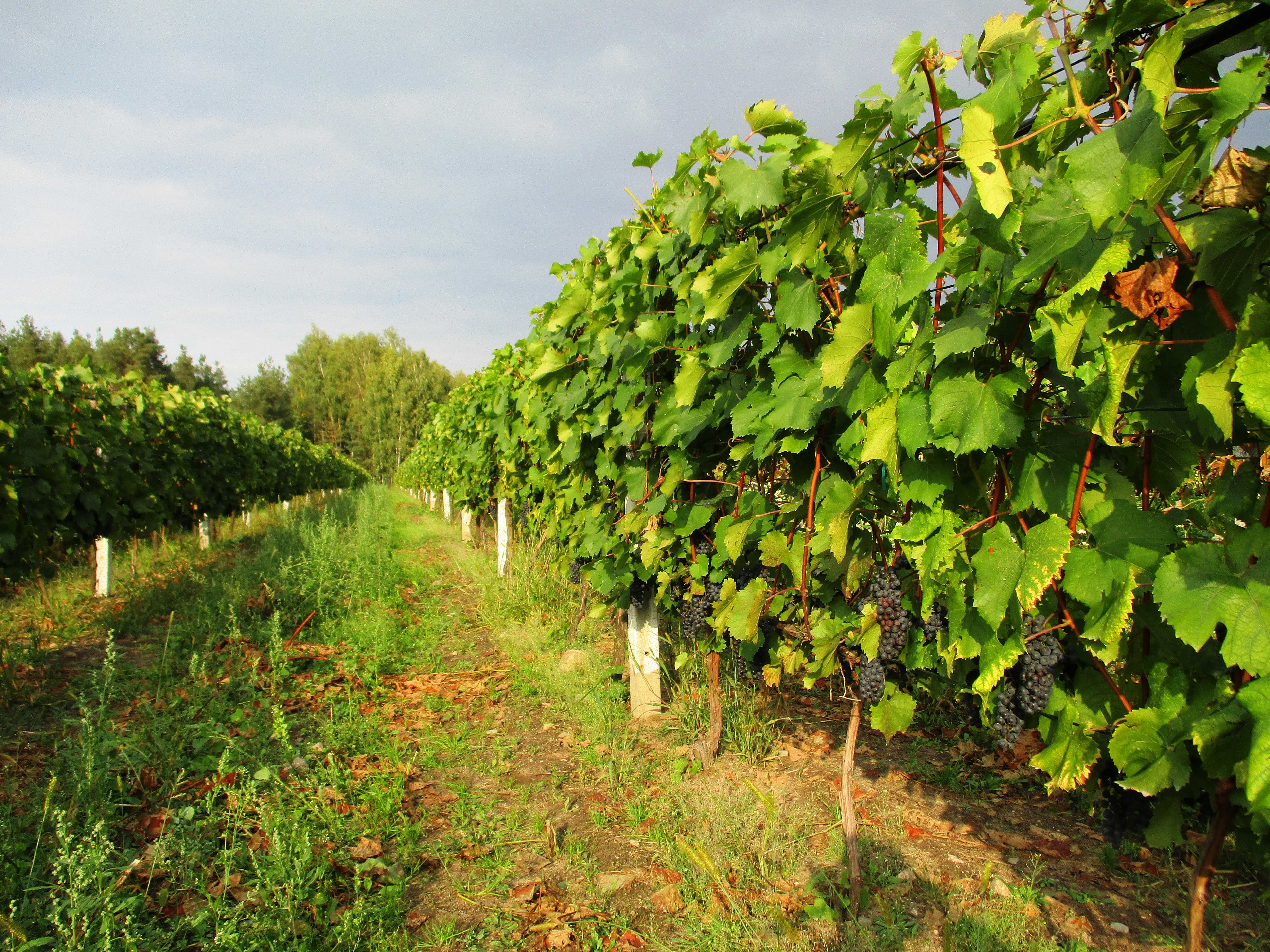
Weinberg bei Warschau 2018

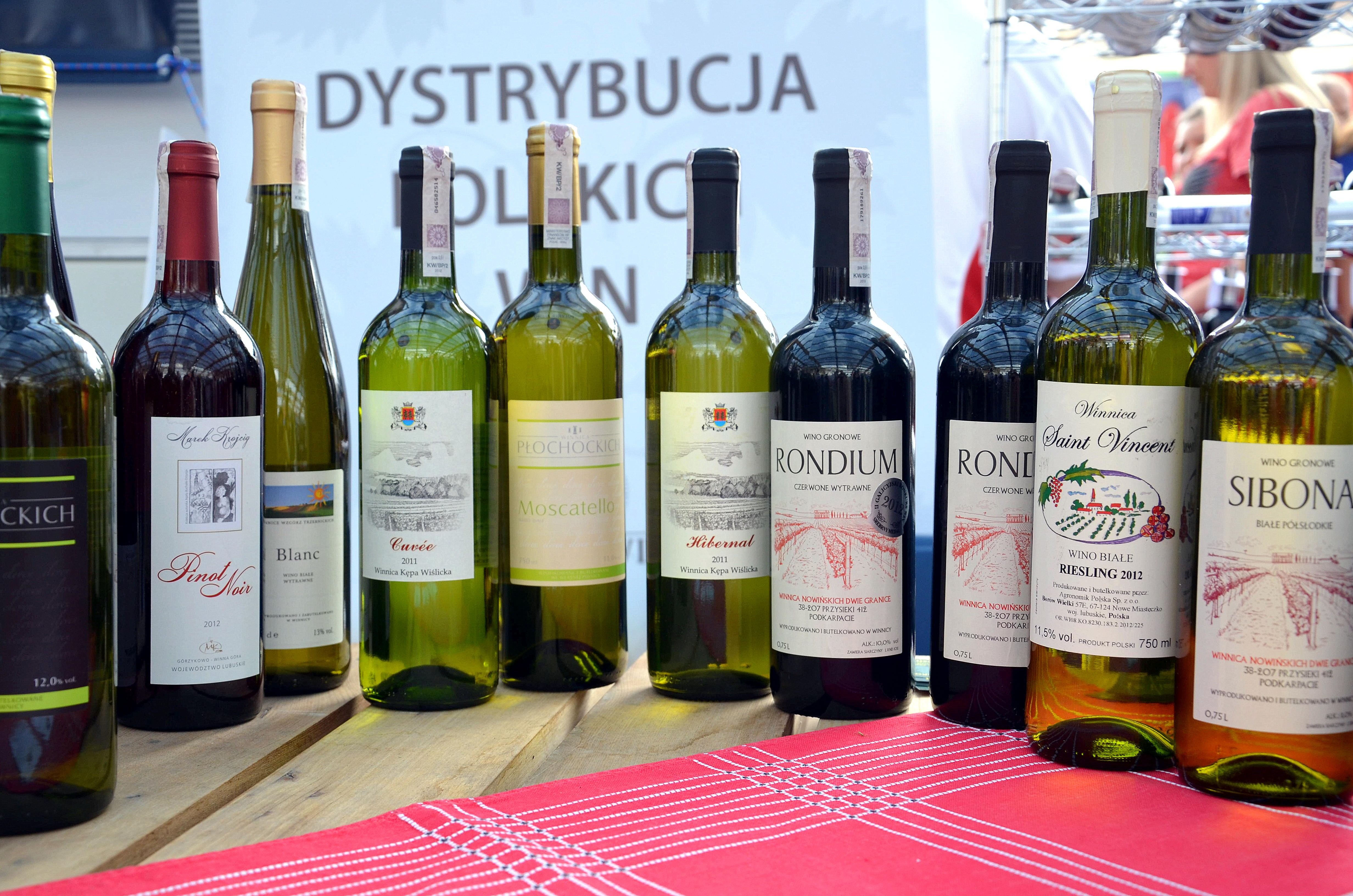
Polnische Weine 2013

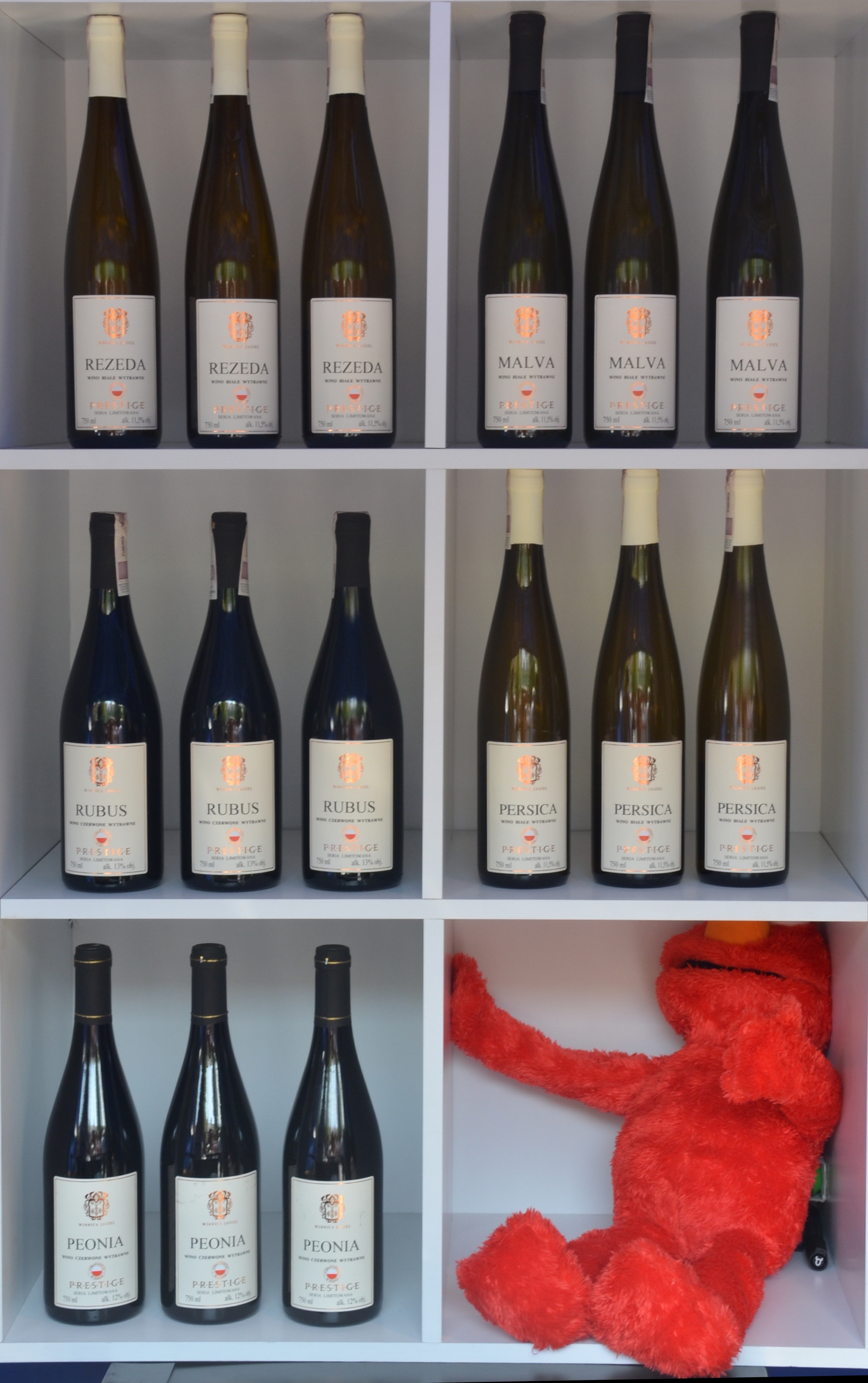
Weine aus den Beskiden 2015

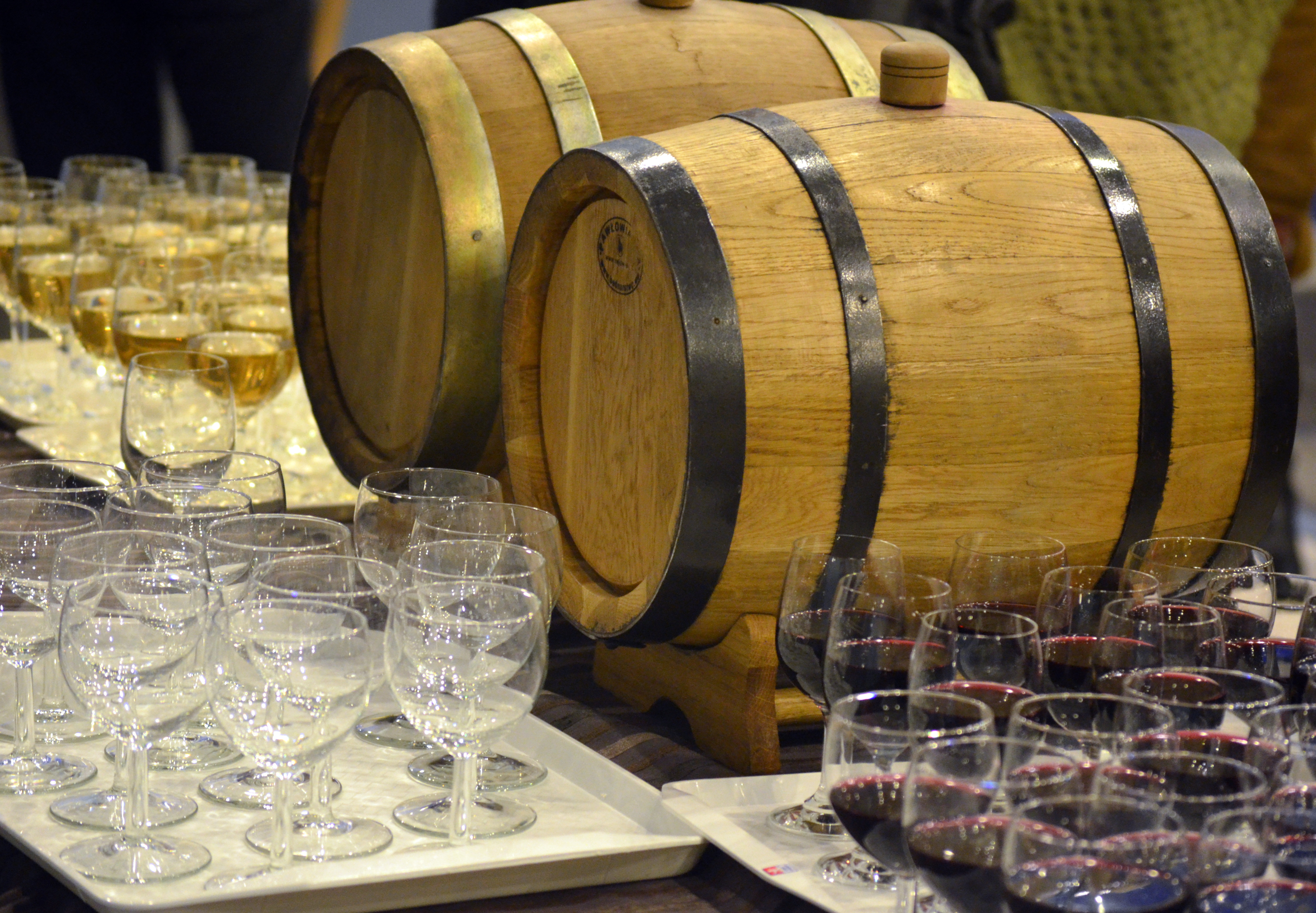
Weine aus dem Karpatenvorland 2015

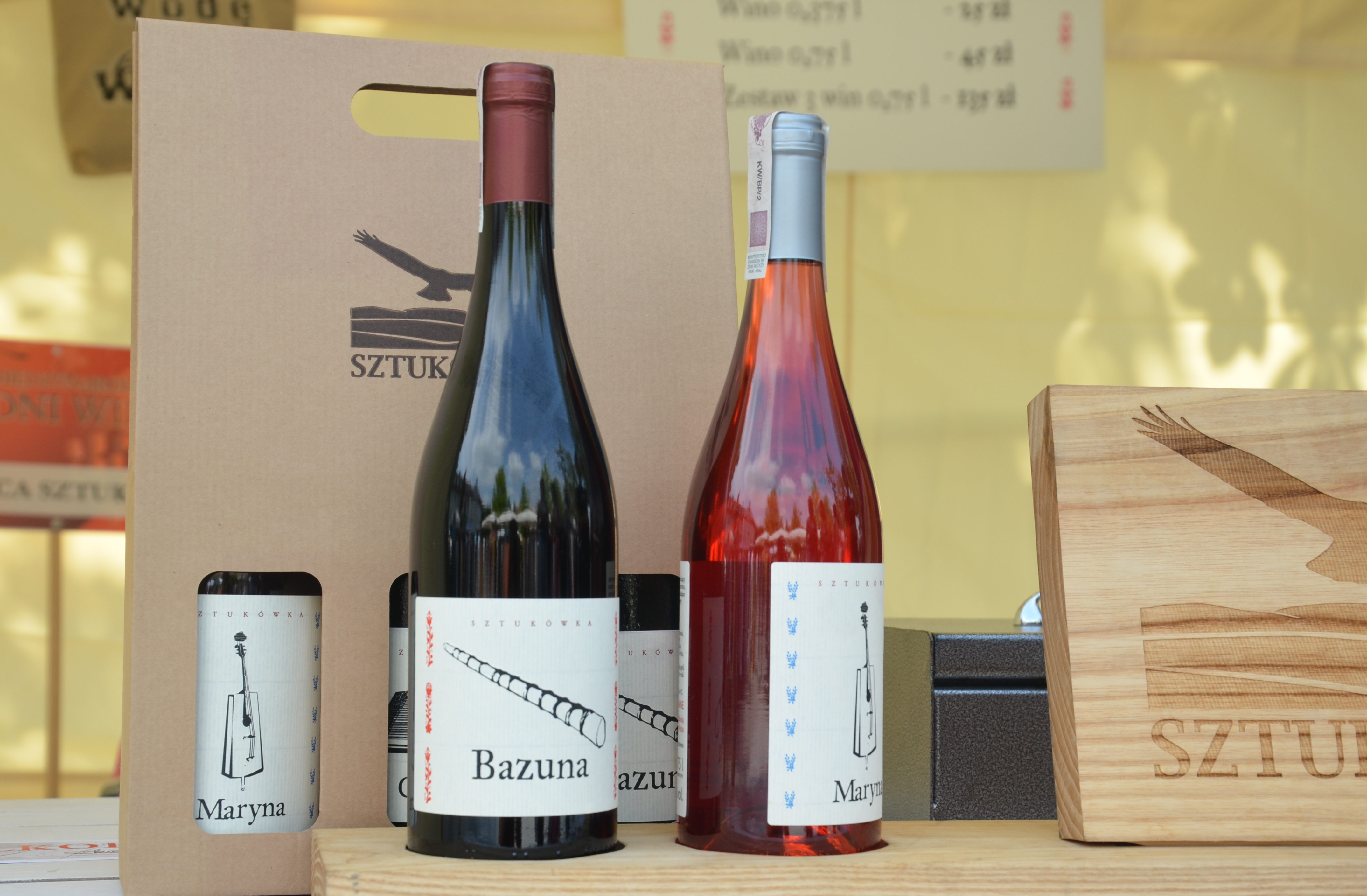
Weintage Jasło 2015

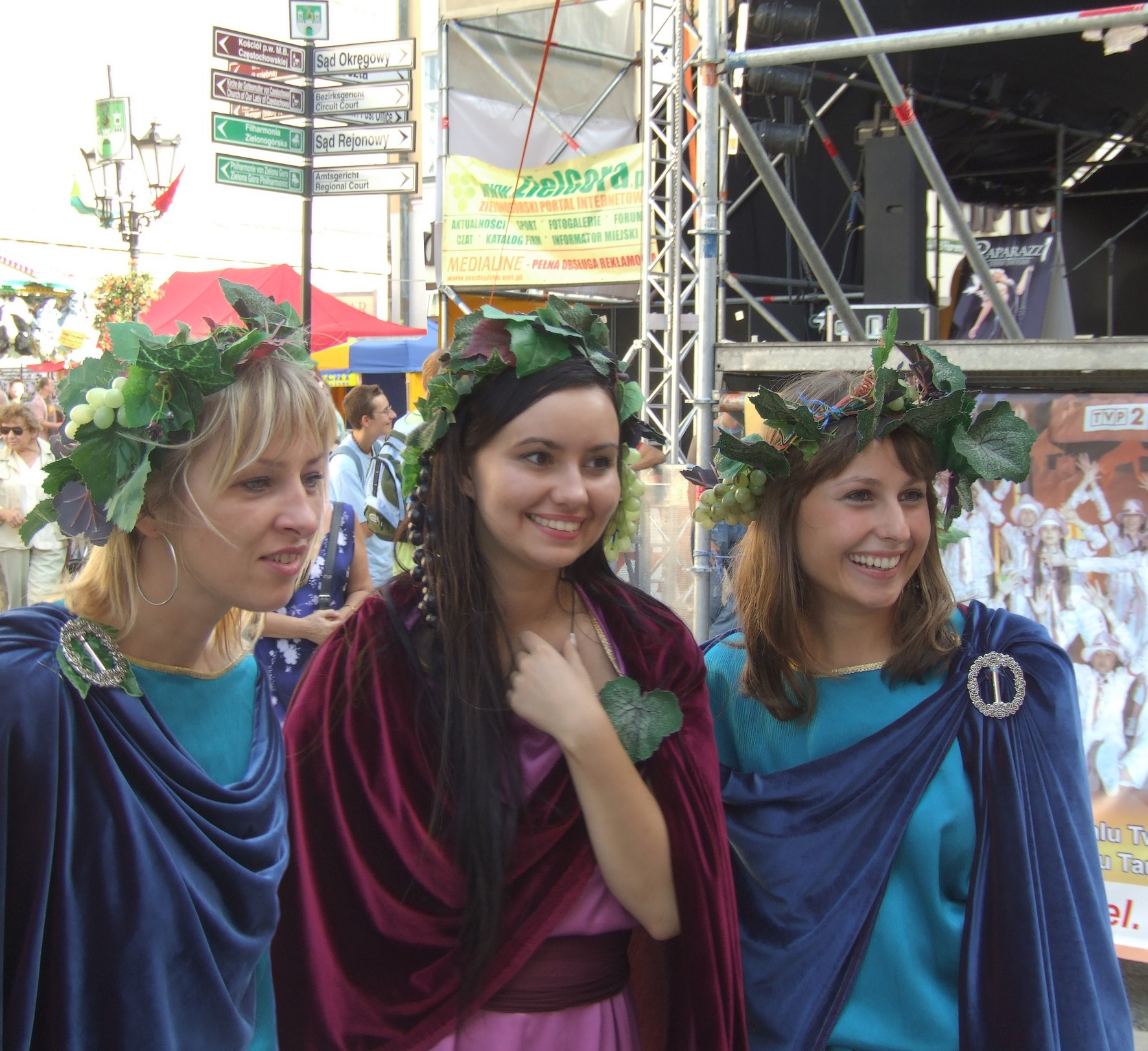
Weinfest Zielona Góra 2006

Der Weinbau in Polen findet in fast allen Woiwodschaften Polens statt. Die meisten Weinberge befinden sich jedoch in Südpolen, wo bereits im Mittelalter jahrhundertelang eine Tradition des Weinbaus bestand. Mit Beginn der Kleinen Eiszeit wurde der Weinbau für lange Zeit unrentabel.

## Geschichte

### Mittelalter
Archäobotanische Funde weisen Weinbau in der Region von Krakau auf dem Wawel bereits um das Jahr 1000 nach. Mit der Christianisierung und dem Beginn der Klosterkultur wuchs die Bedeutung des Weinbaus in Polen. Die Weinbau kam wahrscheinlich vom Großmährischen Reich nach Kleinpolen. Die westeuropäische Weinkultur kam mit der Übernahme des lateinischen Christentums ab der Mitte des 10. Jahrhunderts nach Polen. Die erste bekannte urkundliche Erwähnung des Weinbaus in Polen befindet sich in der päpstlichen Bulle von Gnesen, die von 1136 datiert und Weinberge in der Gegend um Płock und Włocławek an der unteren Weichsel erwähnt. Benediktiner und Zisterzienser legten an ihren Klöstern Weinberge für liturgische Zwecke an. So haben zum Beispiel die Zisterzienser im Kloster Paradies um 1250 Reben gepflanzt. Einen weiteren Impuls bekam die Weinkultur mit Heinrich IX. von Glogau, der aus Ungarn, Tirol und Franken neue Rebsorten einführte und kultivierte. Dies waren Traminer, Silvaner und Blauer Spätburgunder, wahrscheinlich auch schon Riesling. Dagegen war anders als bei der Entwicklung der Braukunst Bier das mittelalterliche Stadtbürgertum zunächst kaum an der Entwicklung des Weinbaus in Polen beteiligt. Dies änderte sich im 14. Jahrhundert, als mehrere Städte sich auf den Weinbau spezialisierten, deren Namen noch von dieser Tradition zeugen: Winna Góra, Winogrady, Winiary, Winnica. Wichtigste Anbaugebiete waren Niederschlesien um Grünberg und Lebus, Großpolen um Posen, Thorn, Płock, Sandomir und Krakau an der Weichsel sowie Krossen und Przemyśl im Karpatenvorland.

### Frühe Neuzeit
Zu Beginn der Frühen Neuzeit endete die Mittelalterliche Warmzeit und ab dem 15. Jahrhundert begann die Kleine Eiszeit, die bis ins industrielle Zeitalter andauerte. Dies erschwerte den Weinbau in Polen, der zunehmend unwirtschaftlich wurde. Zudem kam ein Ausbau der Infrastruktur im Polen, der den Import von Weinen günstiger machte. Mit steigendem wirtschaftlichem Austausch im 16. Jahrhundert ging der Weinanbau zurück, weil er aus klimatisch begünstigteren Regionen kostengünstig importiert werden konnte. Zum Hauptlieferanten entwickelte sich Ungarn, sowie mit deutlich geringeren Marktanteilen auch Frankreich, Italien und Deutschland waren beliebte Importregionen. Der Tokajer wurde für Jahrhunderte zum Lieblingswein der Polen. Die Szlachta kaufte oder pachtete ganze Weinberge in Ungarn, um den Wein dann in großen Mengen über die Handelswege der Karpaten nach Polen zu importieren. In Polen-Litauen wurde dagegen nur noch geringe Mengen Wein, meist für den Eigenbedarf, produziert. Die Produzenten stellten auf Trinkhonig, eine polnische Spezialart des Honigweins, und Wodka um. Um 1800 war die Rebfläche im Gebiet des heutigen Polen auf 1700 Hektar bestockt und beschränkte sich im Wesentlichen wohl auf Schlesien (damals preußische Provinz).

### Moderne
Der erste in Deutschland nach der Champagner-Methode hergestellte Schaumwein wurde ab 1826 von Häusler, Förster & Grempler mit dem Grünberger Sekt in der Umgebung von Grünberg/Niederschlesien (heutiges Weinbaugebiet Zielona Góra) produziert und erreichte 1938 eine Jahresproduktion von 800.000 Flaschen. Ab 1880 kam mit Fritz Brieger ein zweiter Schaumweinproduzent hinzu. Daneben gab es auch Cognac-Herstellung: die Firma Albert Buchholz galt als seinerzeit größte Deutschlands. Die Region um Grünberg war zu dieser Zeit das nördlichste Weinbaugebiet Europas. Wilhelm von Hamm schrieb in der zweiten Hälfte des 19. Jahrhunderts in Der Weinbau in Schlesien, Posen und Brandenburg jedoch: „In Deutschland ist schwerlich ein Wein bekannter als der Grüneberger; es ist sein Name in den Volksmund übergegangen zur Bezeichnung eines rechten Rachenputzers, und wer als echter Weintrinker von ihm hört, der schüttelt sich.“ Nach dem Zweiten Weltkrieg und der Vertreibung der deutschen Bevölkerung war der Anbau aus Schlesien verschwunden. In der Volksrepublik Polen wurde kein Wert auf die Wiederbelebung des Weinbaus gelegt.

### Gegenwart
Zwar ist die Rebfläche mit 500 ha (2011) und einer Weinproduktion von zirka 200.000 hl (2004) noch sehr gering, aber stetig wachsend. 2005 wurde Polen von der EU als Weinland anerkannt. Die beliebtesten angebauten Weinreben sind: Riesling, Chardonnay, Gewürztraminer, Pinot gris, Sylvaner, Seyval Blanc, Bianca, Muscat, Regent und Rondo.
Im Jahr 2017 gab es 433 Weinberge in Polen. Zu den größten Weinbergen Polens zählen der Weinberg in Zabór mit 35 ha und der Weinberg Srebrna Góra in Krakau mit 28 ha, die kleinsten Weinberge haben dagegen kaum 0,01 ha. Der älteste derzeit betriebene Weinberg ist Magdalenka in Andrychów am Fuß der Kleinen Beskiden, die seit 1980 Wein produziert. Neue Weinberge entstehen laufend. Der tiefstgelegene Weinberg befindet sich in Darłowo an der Ostsee auf 6 Meter über NN und der höchstgelegene in Zubrzyca Górna an den Hängen der Saybuscher Beskiden in Podhale auf 770 Meter über NN. Der nördlichste Weinberg befindet sich in Słupsk in Pommern und der südlichste in Łapsze Niżne auf den Hängen der Pieninen in der Polnischen Zips. Die wichtigsten Zentren des Weinbaus in Polen sind mittlerweile wieder die Beskiden und das Karpatenvorland in den Woiwodschaften Kleinpolen und Karpatenvorland.

## Regionen
Nach dem Zweiten Weltkrieg unterschieden die Behörden zwei Weinbauregionen: West (Region um Zielona Góra und Niederschlesien) und Zentral (entlang der Pilica). Aktuell werden anhand klimatischer Gegebenheiten folgende Anbaugebiete unterschieden:
- Region III – Westen und Südwesten,
- Region III – Süden und Südosten,
- Region III – Nord und Zentralpolen.[12]

### Region I
Im ländlichen Freilichtmuseum Zielona Góra wird auch über den Weinanbau in der Region informiert. Dort steht auch die Rekonstruktion eines typischen Winzerhauses.
1990 gab es in Zielona Góra zwei, zehn Jahre später schon fünf Hektar Rebfläche, Ende 2016 bereits 100 ha. Im Jahr 2002 schuf die Regierung ein nationales Weingesetz, das 2008 schließlich verabschiedet wurde. Darin festgelegt ist die Pflicht, ähnlich wie in der Region Chianti jede Flasche mit einer Steuerbanderole zu versehen, um die ordnungsgemäße Abwicklung und Herkunft zu garantieren. Ohne diese Banderole – die nur bei Einhaltung bestimmter Qualitätsvorschriften ausgehändigt wird – ist der Verkauf des Weins nicht erlaubt. Nach Erlass und Ratifizierung des nationalen Weingesetzes wurde Polen mit der Verordnung (EG) Nr. 479/2008 von der Europäischen Union offiziell als Weinbauland anerkannt.
Mit zwei Erfolgswinzern der fünften und sechsten Generation stammen Nachfahren aus der Weinregion um Zielona Góra: Peter Lehmann und Johann Christian Henschke, die beide in Barossa Valley situiert sind.
Auch wenn die traditionsreiche Region um Zielona Góra nicht mehr die wichtigste und größte ist, investiert man dort in die Zukunft. 2012 waren neben 100 ha Ertragsanbau 35 ha im Neuanbau. Außerdem entstand dort eine Winzergenossenschaft. Die Weinregionen Krakau, Rzeszów und Breslau sind inzwischen größer als Zielona Góra.
Zum Anbau gelangen heute vor allem Hybridsorten und Neuzüchtungen mit sehr großer Diversifizierung, weil der Anbau durch viele Hobbywinzer sehr kleinteilig erfolgt.

## Klima
Das Klima in Polen ist durch starke Temperaturschwankungen im Tages- und Jahresverlauf gekennzeichnet. Frost und Hagel bergen ein Risiko während des Winters, aber auch im Frühjahr. Wegen des kühlen Klimas haben die Trauben einen geringen Zucker- und höheren Säuregehalt, verglichen mit jenen aus Südeuropa. Gleichwohl gibt es in Polen Regionen, die klimatische Charakteristika haben, die mit der Champagne vergleichbar sind.

## Feste
In Polen finden zwei große Weinfeste statt:
- Weinfest Zielona Góra
- Weintage Jasło